# 邹风平
邹风平（1905年—1943年），化名周文华、周子和，男，四川三台人，中国革命家，曾任中共四川省工委书记。